# Sisnarsjöarna (Lycksele socken, Lappland, 720289-161145)
Sisnarsjöarna är en sjö i Lycksele kommun i Lappland och ingår i Umeälvens huvudavrinningsområde. Sjön har en area på 0,117 kvadratkilometer och ligger 270,6 meter över havet. Sjön avvattnas av vattendraget Sisnarbäcken.

## Delavrinningsområde
Sisnarsjöarna ingår i det delavrinningsområde (720301-161147) som SMHI kallar för Mynnar i Lycksabäcken. Medelhöjden är 298 meter över havet och ytan är 14,74 kvadratkilometer. Det finns inga avrinningsområden uppströms utan avrinningsområdet är högsta punkten. Sisnarbäcken som avvattnar avrinningsområdet har biflödesordning 3, vilket innebär att vattnet flödar genom totalt 3 vattendrag innan det når havet efter 192 kilometer. Avrinningsområdet består mestadels av skog (86 procent). Avrinningsområdet har 0,63 kvadratkilometer vattenytor vilket ger det en sjöprocent på 4,3 procent.